# Laktaza

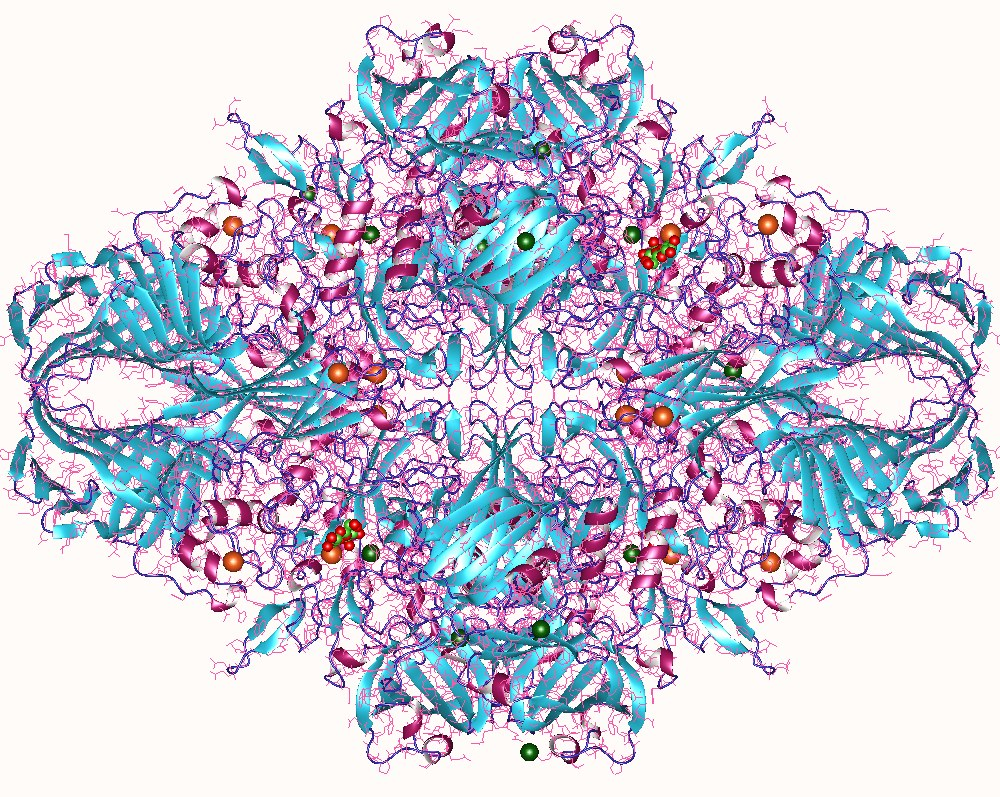
Model wstążkowy laktazy z E. coli, o budowie tetramerycznej

Laktaza – enzym katalizujący hydrolizę disacharydu laktozy na jej dwa komponenty – glukozę i galaktozę. Wytwarzana jest przez zwierzęta, rośliny, grzyby, bakterie i drożdże. W zależności od mechanizmu działania laktazy klasyfikowane są jako β-D-galaktozydazy (EC 3.2.1.23) lub β-D-glukozydazy (EC 3.2.1.21).

Hydroliza laktozy katalizowana przez laktazę

.

## Laktaza ssacza
Laktaza ssacza (β-D-galaktozydaza, tilaktaza) ma dodatkową aktywność hydrolazy floryzyny. Wytwarzana jest w rąbku szczoteczkowym nabłonka jelita cienkiego.

### Laktaza ludzka
Jest niezbędna w procesie trawienia laktozy zawartej w mleku, zarówno ludzkim, jak i krowim (w którym jej zawartość wynosi 4,8%). U części ludzi, w wieku 2–12 lat ustaje jej wytwarzanie. W efekcie dochodzi do fermentacji laktozy przez florę bakteryjną jelita, co – często, choć nie zawsze – powoduje bóle brzucha, biegunkę, wzdęcia i inne objawy żołądkowo-jelitowe, określane łącznie jako nietolerancja laktozy.

#### Właściwości
Laktaza ludzka osiąga maksymalną aktywność w temperaturze ok. 48 °C i pH równym 6,5. Gen laktazy jest zlokalizowany w drugim chromosomie (2q21).

#### Genetyka
Utrzymanie wydzielania laktazy u dorosłych ma podłoże genetyczne i jest różne u różnych populacji. Najczęściej występuje w północnej Europie, u niektórych ludów Afryki, nomadów, którzy od dawna pili słodkie mleko.
Cecha ta nie jest spowodowana mutacjami w obrębie samego genu laktazy LCT, lecz mutacjami w obszarach intronów genu MCM6, które wpływają na ekspresję genu LCT. W Europie za tolerancję laktozy odpowiadają dwie mutacje: przede wszystkim zmiana C na T w pozycji −13910, i nieco rzadsza zmiana G na A w pozycji −22018. W Afryce Wschodniej z tolerancją na laktozę skorelowane są inne polimorfizmy, również znajdujące się w intronach genu MCM6.
Uważa się, że allele niosące utrzymującą się u dorosłych tolerancję na laktozę były rzadkie, a rozpowszechniły się dopiero wtedy, kiedy ludzie udomowili bydło i zaczęli korzystać z jego mleka. Badania próbek neolitycznych kości ludzkich z terenów Europy sugerują, że wtedy ta mutacja nie była rozpowszechniona.

## Zastosowanie przemysłowe
Laktaza na skalę przemysłową jest produkowana z grzybów z rodzaju Aspergillus i drożdży z rodzaju Kluyveromyces. Enzym pochodzący z grzybów jest aktywny w środowisku kwaśnym i jest stosowany przy przerobie serwatki, natomiast produkt wytwarzany przez drożdże ma maksimum aktywności przy pH ok. 7 i jest wykorzystywany do produkcji mleka bezlaktozowego.
Laktaza jest także stosowana przy produkcji lodów. Ponieważ glukoza i galaktoza są słodsze niż laktoza, laktaza daje wrażenie lepszego smaku, poza tym obniżenie zawartości laktozy nadaje lodom lepszą płynność i gładszą jednolitą strukturę.